# Seele (Film)
Duscha (russisch Душа, übersetzt: „Seele“) ist ein sowjetisches Musicalfilmdrama aus dem Jahr 1981 mit Sofia Rotaru in der Hauptrolle, sowie Michail Bojarski und der Band Maschina Wremeni (Zeitmaschine). Das Drehbuch stammt von Aleksandr Borodyanski, Regie führte Alexander Stefanowitsch. Der Film wurde 1981 in der Sowjetunion zum Blockbuster und wurde dort von 57 Millionen Kinobesuchern gesehen.

## Handlung
Die Geschichte spielt am Meer in der Nähe des wirklichen Hauses von Sofia in Jalta und in Deutschland, als auch auf internationalen Song-Festivals, an denen auch Sofia Rotaru teilgenommen hat.
Die Heldin lernt vor einem internationalen Song Festival, dass sie aufgrund einer Krankheit ihre Stimme verlieren kann. Ein Bekannter hilft ihr diese Situation zu vermeiden. Die Hauptrolle des Films – Wiktoria Swobodina, die von Sofia Rotaru gespielt wird – entscheidet sich für einen neuen Musikstil und gewinnt damit auf dem Festival den „Grand Prix“.

## Hintergrund
Der Film verwendet Rock-Songs eines damals in der Sowjetunion neuen musikalischen Stils, die hauptsächlich von der Sängerin Sofia Rotaru und teilweise von Michail Bojarski und Maschina Wremeni gesungen werden. Außerdem beinhaltet Duscha einige philosophische Dialoge mit Selbstkritik der Künstler sowie existenzielle Ansätze der Philosophie der Goldenen Mitte, die zwischen künstlerischem Kreationismus und dem Respekt für menschliche Würde abwägt. Im Film existiert eine Szene, die als erstes sowjetisches Musik-Video gilt, mit Sofia Rotaru und Michail Bojarski in Gold Stretch-Stoff auf einem Trampolin springend.
Im Dezember 2001, vor der Eröffnung des Moskauer Konzert-Programms von Sofia Rotaru Mein Leben – Meine Liebe wurde die DVD-Version des Films veröffentlicht, die in Russland im Verkaufsrang auf Platz 5 war.